# Dorfkirche Stünzhain

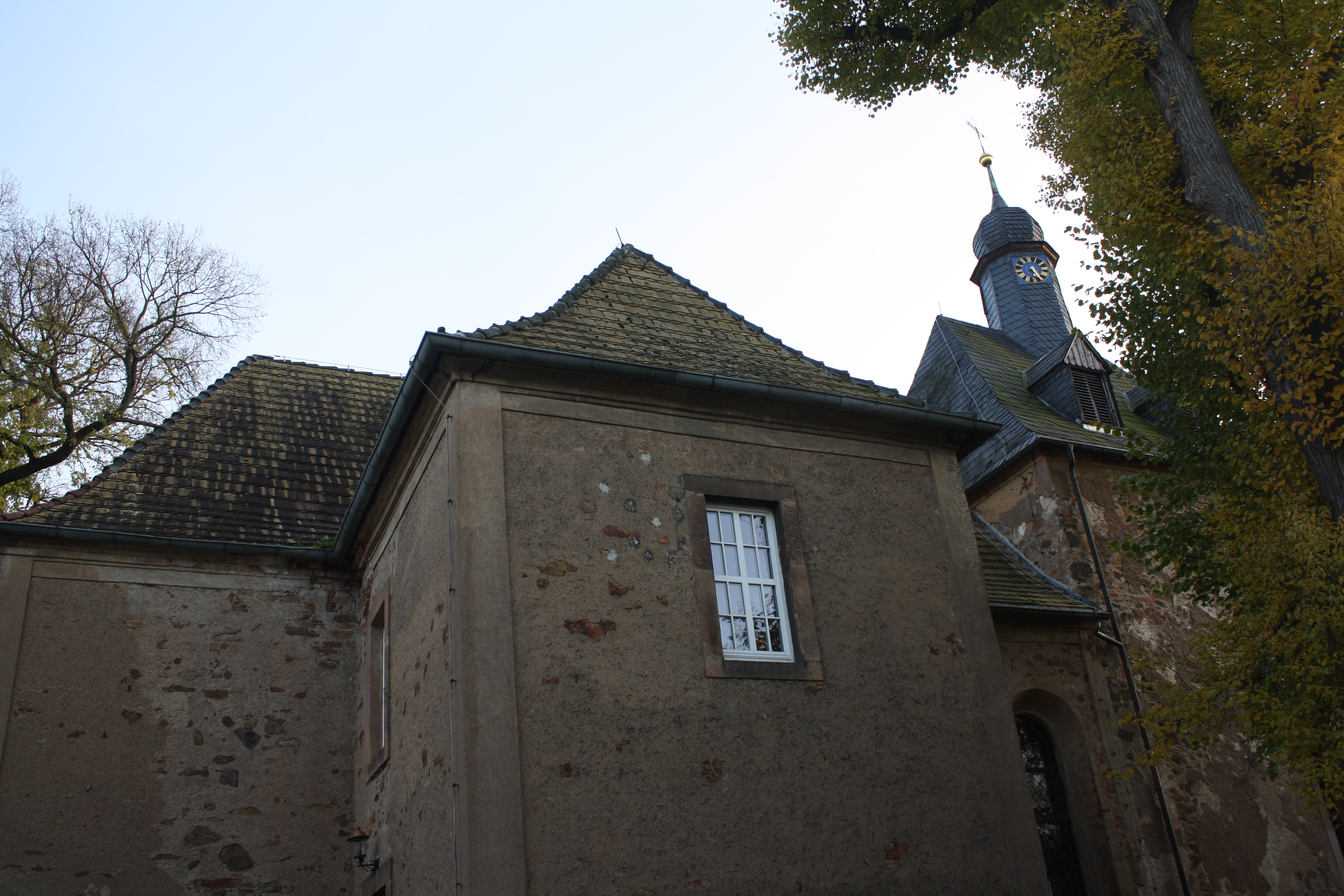
Die Kirche

Die evangelisch-lutherische Dorfkirche Stünzhain steht in der Ortslage Stünzhain des Ortsteils Ehrenberg der Stadt Altenburg im Landkreis Altenburger Land in Thüringen.

## Geschichte
Die erst 1585 im Rechteckbau errichtete kleine Kirche scheint älter zu sein, als sie wirklich ist, denn sie erinnert an eine mittelalterliche Wehrkirche. Das Gotteshaus wurde damals nach einem Brand neu errichtet. 1720 und 1853 erfolgten wesentliche Umbauten und die Inneneinrichtung wurde barock gestaltet. Das Gotteshaus erhielt eine Stuckdecke, Emporen, die Kanzel, den Altar und Gestühl sowie die Patronatsloge.
Die historische Orgel von Tobias Heinrich Gottfried Trost aus dem Jahr 1736 wurde in den Jahren 1750, 1757, 1859, 1895, 1930, 1941 und 1952/1957 umgebaut und repariert. Seitdem gehört nur noch ein kleiner Teil des Pfeifenwerks (Gedackt 4′, Flachflöte 2′ und Quinte 2 2⁄3′) zum historischen Bestand. Mit Hilfe von gestifteten 5000 Euro neben weiteren Mitteln erfolgte eine Restaurierung im Jahr 2010.
Das Glasfenster ist aus dem Jahr 1905.